# Agostino Lomellini
Il Serenissimo Agostino Lomellini (Genova, 1709 – Genova, 1791) fu il 166º doge della Repubblica di Genova.

## Biografia

Stemma nobiliare dei Lomellini

Nacque a Genova nel 1709. Compì gli studi presso il Collegio Clementino di Roma dove approfondì le materie filosofiche, teologiche e matematiche. Tra i suoi primi incarichi per la Repubblica di Genova vi fu la nomina a ministro plenipotenziario a Parigi e altre analoghe mansioni, successivamente, presso le corti del Regno di Napoli e poi del Ducato di Parma e Piacenza.
Nelle fasi cruciali della guerra di successione austriaca, nel 1746, si impegnò politicamente in prima persona che gli costarono, per uno scontro con il generale di stanza a Genova Antoniotto Botta Adorno, dieci giorni in arresto. Prima della nomina dogale fece altre ambascerie per lo stato genovese come la trattazione, a Nizza, di alcune questioni con il futuro duca parmense Filippo di Borbone e ancora altri affari legati al Marchesato di Finale.
Il 22 settembre 1760 fu eletto dal Gran Consiglio nuovo doge di Genova: il centoventunesimo in successione biennale e il centosessantaseiesimo nella storia repubblicana. Del suo mandato è ricordata la trattazione e la successiva eliminazione con la Spagna di alcuni restringimenti economici che minarono in passato l'economia e il commercio genovese. Cessato il dogato il 10 settembre 1762 ancora servì lo stato genovese in mansioni e incarichi, come un suo invio in Corsica dove però la sua gestione fu al di sotto delle aspettative.
Morì a Genova nel corso del 1791 dove trovò sepoltura nella chiesa di Santa Maria del Monte Oliveto a Multedo.
Sposato con Clelia De Mari dimorò nella sua villa Lomellini Rostan che, nel 1784, egli stesso commissionò lavori di abbellimento alla struttura e del giardino all'inglese, quest'ultimo progettato dall'architetto Emanuele Andrea Tagliafichi. Tra gli ospiti dimoranti nella villa il re di Napoli Ferdinando I delle Due Sicilie con la consorte Maria Carolina d'Asburgo-Lorena.